# Suzuki Hayabusa
Suzuki Hayabusa ali GSX1300R (隼 - Hayabusa - sokol selec) je visokosposobni športni motocikel, ki ga proizvaja Suzuki od leta 1999. Hayabusa je s hitrostjo 188 do 194 mph (303 do 312 km/h) najhitrejši serijsko proizvajani motocikel.

## Specifkacije (model 2008-)
- Druge oznake: GSX-1300R-K8 (2008), -K9 (2009)
- Motor: 1340 cc, 4-taktni, 4-valjni vrstni, tekočinsko hlajeni, DOHC, 16-ventilni, bencinski
- Kompresijsko razmerje: 12,5:1
- Vbrizg goriva: Keihin/Denso
- Premer valja: 81 mm
- Hod bata: 65 mm
- Največja hitrost: 186 mph (299 km/h)
- Moč motorja: 197 KM (147 kW) pri 10100 obratih
- Navor: 138,7 N·m, 132.6 N·m pri 7600 obratih
- Menjalnik: 6-stopenjski
- Gume: spredaj: Bridgestone Battlax BT015 Front 120/70-ZR-17, zadaj 190/50-ZR-17
- Medosna razdalja: 1485 mm

- Dolžina motocikla: 2195 mm
- Širina motocikla: 740 mm
- Višina motocikla: 1170 mm
- Teža: 264–268 kg
- Kapaciteta goriva: 21 L
- Poraba goriva: 7,1 L/100 km